# Смріта Джейн
Смріта Джайн  (народилася 31 січня 1983 року в Нью-Делі, Індія) — індійська дизайнерка, художниця, фотограф, поетеса, письменниця та викладачка дизайну, яка зараз живе в Нью-Йорку. Вона є автором і дизайнером двох книг, Fat Free Samosa (2018) і Creating Durga (2013), обидві опубліковані Surmrit Gallery of Art and Design. 
Її роботи були представлені в Нью-Йорку, Лондоні  та Індії. Культурний фотограф-документаліст, її перша книга «Створення Дурги» здобула міжнародне визнання, а друга, автобіографія під назвою «Fat Free Samosa», має вийти у 2018 році. Смріта була основним доповідачем на конференції з питань творчості KADLondon2017, а також виступала на Global Status of Women and Girls. Вона виставлялася в Інституті Пратта, Javits Center, Queens Museum, The Juliana Curran Terian Design Center Pavilion, The Arthur M. Berger Art Gallery та The Nehru Center London.
Як дизайнер Смріта працював із такими компаніями, як Wilbur-Ellis, Financial Accounting Foundation, Ernst & Young, WebMD, Manchester Designer Outlets, Google, JDRF, Tyco, Центр спільних досліджень Рокфеллера, Зал слави NASCAR, Міністерство індійського туризму. та музей Верховного суду Індії. Вона отримала кілька нагород, зокрема від GDUSA,  Creativity International,  Summit International Creative,  London International Creative  та Design Firms.   Зараз Смріта є запрошеним доцентом в Інституті Пратта та почала викладати з весни 2023 року 

## Раннє життя
Після отримання ступеню бакалавра з дизайну зі спеціалізацією «Графіка» в Інституті дизайну Apeejay у 2005 році Смріта працювала в Design Workshop, рекламному агентстві, розташованому в Ладжпат Нагар, Нью-Делі. У 2007 році вона вступила до Інституту Пратта, штат Нью-Йорк, у 2007 році на програму магістра наук із комунікаційного дизайну, яку закінчила у 2010 році. 

## Група «Акваріо».
Компанія Aquario Group (TAG) зі штаб-квартирою в Нью-Йорку є міжнародно визнаною стратегічною комунікаційною компанією, що спеціалізується на дизайні та маркетингу, друга філія якої розташована в Нью-Делі, Індія.  Цього року AIGA назвала Smrita лідером дизайну. Смріта створив TAG, щоб бути орієнтованим на етичні питання, не створюючи партнерства з фірмами та брендами, які завдають шкоди життю чи навколишньому середовищу. 

## Галерея мистецтва та дизайну Surmrit
Галерея мистецтва та дизайну Surmrit — це художня галерея під керівництвом художників, розташована в Брукліні та на Манхеттені, Нью-Йорк. Вона була відкрита в Ньюпорті, Джерсі-Сіті, як перша приватна художня галерея в цьому районі в травні 2014 року. З моменту заснування галерея брала участь у численних мистецьких виставках і проводила багато виставок по всьому світу. 

### Вибрані проекти
- AJ Maritime Services (арт-директор/брендінг) [15]
- Зелені Штати Америки (Назва/Лого/Брендінг) [15]
- Елітні стилі (фірмовий стиль) [15]
- New York Times (Редизайн розділу «Мистецтво та метро») [15]
- Правила бренду для SPDR [15]
- Настінна графіка для Нью-Йоркської публічної бібліотеки [15]

## Виставки
- 2017 Створення Дурги, Центр Неру, Вища комісія Індії, Лондон, Великобританія. [16]
- 2016 Art & Colours: Міжнародна виставка сучасного мистецтва, куратор Зіна Берковічі, Королівська оперна галерея, Лондон, Англія, Великобританія. [17]
- Виставка випускників 2015 року, Pratt Manhattan Gallery, Нью-Йорк, Нью-Йорк, США. [11]
- 2014 Групова виставка Queens Museum, Queens, NY USA. [18]
- Журі 2013 Книжкова виставка, Інститут Пратта, Нью-Йорк, Нью-Йорк, США. (Створення Дурги) [19]
- 2012 Групова виставка, Contemporary Art Fair, Javits Center, Нью-Йорк, Нью-Йорк, США.
- 2011 Персональна виставка Pratt Manhattan Gallery, Нью-Йорк, Нью-Йорк. [20]
- 2007 Beyond the Sea, групова виставка, Pratt Fine Arts Center, Нью-Йорк, Нью-Йорк, США.

## Нагороди
- 54-та церемонія American Graphic Design Award, жовтень 2017 [4]
- 47th Creativity International Award GOLD, жовтень 2017 [5]
- Summit International Creative SILVER AWARD у категорії «Урядовий маркетинг» [6]
- London International Creative ПОЧЕСНА ЗГАДКА, січень 2016 [7]
- Дизайнерські фірми, графічний дизайн FIRST POSITION, березень 2016 [8]

## працює
- Створення Дурги (2013): фотокнига, що описує ведичну культуру Індії, її божеств і релігійні історії. Смріта ілюструє історію Дурги, важливого божества з Північної Індії, як у тексті, так і на фотографіях. [21]
- Fat Free Samosa (вийти у 2018 році): з статті, опублікованої в The Citizen: «Смріта Джайн у своїй книзі розповідає про проблеми сорому над жиром, знущань і шлюбу та її погляд на те саме, самоса представляє розум людини, роздутий соціальними Вона пише про те, як расизм, сексизм, дискримінація за класовою ознакою та ганьба за тілом є соціальним злом, яке наповнює наш розум жиром і брудом Індія та переїзд до Нью-Йорка, який також мав свої виклики, місто, яке змінило її погляд на життя та його нюанси». [22]

## Фемінізм
Особиста робота Смріти глибоко пронизана позитивним фемінізмом і розширенням можливостей.  В інтерв’ю журналу Sakhi Magazine Смріта пояснила, чому їй знадобилося створити свою книгу «Fat Free Samosa», усвідомлюючи, що «у нашому суспільстві так багато проблем, пов’язаних із расою, кастою та віросповіданням, що я відчула сильну потребу розповісти свою історію. Заправки для салату недостатньо, щоб позбутися від жиру. Є жир і бруд (расизм, сексизм, дискримінація за кастою та класом, порівняння багатих/бідних, ганьба за жиром, тіло. сором і багато інших проблем) у наших розумах і душах, які потрібно викорінити».  Веб-сайт Feminist Wednesday запросив Смріту Джайн поділитися «шляхами, якими її мистецтво допомогло їй подолати досвід, який змусив багатьох жінок мовчати, і нагадує нам, наскільки цінними можуть бути наші голоси для тих, хто цього потребує».  В інтерв’ю Ask Artists Смріта обговорював незалежність з раннього дитинства, зазначивши, що «я завжди мав незалежний спосіб мислення, приходячи до власних рішень і висновків». 

## Розмовні залучення
Смріта Джайн виступила на конференції «Глобальний статус жінок і дівчат» в університеті Крістофера Ньюпорта в березні 2017 року. Вона виступила з доповіддю про розуміння, визначення та запобігання побаченням і насильству в сім’ї. 
У вересні 2017 року Смріта Джайн була основним доповідачем на KADLondon2017, дводенній конференції з питань творчості, що проходила в The Nehru Center, Лондон, Великобританія, культурному відділі Вищої комісії Індії. Вона розпочала вечір зі своєї доповіді про взаємодію між мистецтвом і дизайном та його цінність у культурній репрезентації. Кожне прикладне дослідження, яке вона представила, пропонувало іншу перспективу та ламало стереотипні враження від індійської культури. 
У березні 2018 року Смріта Джайн була знову запрошена виступити про Мистецтво та Активізм в Індії про те, як воно зазнає невдачі в університеті Крістофера Ньюпорта в Ньюпорт-Ньюс, штат Вірджинія. 

## Публікації
- Забуті слова та практики у творчому світі дизайнера, Forj Marketing, 16 листопада 2016 р. [30]
- Fat Bodies, журнал Garde, випуск 35, грудень 2017 [31]
- Huffington Post, Індія, жовтень 2017 [32]
- Створення Дурги, березень 2013 [33]

## Освіта
- Інститут Пратта[en] | Нью-Йорк, травень 2010 (магістр наук, спеціальність: комунікаційний дизайн)
- Інститут дизайну Apeejay, Університет Guru Nanak Dev[en] | Нью-Делі, Індія, травень 2006 (бакалавр дизайну, спеціальність: графічний дизайн)
- Коледж Гаргі[en] Делійського університету | Нью-Делі, Індія, травень 2003 (бакалавр мистецтв, спеціальність: політологія)
- Арена Мультимедіа | Нью-Делі, Індія, травень 2003 р. (Сертифікований фахівець з веб-інженера)

## Викладання
- Інститут Пратта[en], асистент кафедри комунікацій, візуальні комунікації, 2011
- Відділ графічного дизайну Інституту моди Технології[en] – суддя та рецензент випускних та студентських робіт у 2011, 2012 та 2013 роках
- Посада ментора з дизайну AIGA, наставництво студентів Вищої школи мистецтв і дизайну[en], Нью-Йорк, листопад 2010 р.
- Гостьова лекція в Університеті Крістофера Ньюпорта[en], Ньюпорт-Ньюс, Вірджинія, 2018 [34]
- Запрошений доцент Інституту Пратта[en], Весна 2023 [10]

## Зовнішні посилання
- Акваріо Груп
- Портфоліо Behance
- Галерея Surmrit
- Смріта Джайн на Transformation Talk Radio
- Самоса без жиру
- Відкриття виставки Art & Colours
- Маркетинговий блог ForJ